# The Walking Dead: Survival Instinct
The Walking Dead: Survival Instinct é um jogo eletrônico de tiro em primeira pessoa desenvolvido pela Terminal Reality e publicado pela Activision para Microsoft Windows, PlayStation 3, Xbox 360 e Wii U. É baseado na série de TV The Walking Dead e permitirá que o jogador siga a história de Daryl Dixon e Merle Dixon enquanto tentam chegar à cidade de Atlanta, atravessando o estado americano da Georgia. Foi lançado em 19 de Março de 2013 na América do Norte, 22 de Março de 2013 na Europa e 22 de Março de 2013 na Austrália.
O jogo acabou sendo muito mal recebido pela crítica, que avaliou de forma negativa praticamente cada aspecto do jogo.

## Jogabilidade
O primeiro vídeo da jogabilidade foi mostrado ao público pelo YouTube no canal Start no dia 25 de dezembro de 2012, um dos produtores cedeu alguns vídeos do novo jogo da Activision dando detalhes do gráfico, da história e principalmente dos personagens. No programa Up at Noon com Greg Miller que foram mostradas detalhes sobre o jogo, teve uma entrevista com o produtor e vários assuntos do jogo com a Activision.

## Enredo
A história de Survival Instinct será paralela ao do seriado da AMC e contará a trajetória dos dois irmãos Dixon antes de eles se encontrarem com o grupo de sobreviventes em Atlanta. O título promete ser bem vasto, nos dando a possibilidade de caçar (para poder sobreviver), partir para cima de zumbis ou deixar eles passarem, controlarmos os nossos suprimentos e até mesmo escolher o destino de certas pessoas.

## Desenvolvimento
O diretor criativo, Drew Haworth disse em nota oficial "Nosso objetivo é criar Daryl autenticamente no game, com todos os passos que o personagem deu desde o apocalipse zumbi até conhecer o grupo de Rick Grimes. No caminho, ainda vamos relevar um casal que poderá surpreender os fãs da série".

### Polêmica
Sobre o assunto da polêmica do novo jogo de FPS da Activision foi cancelada na versão PC por enquanto não foi comentado sobre o motivo do cancelamento do jogo para PC, foi dito pela imprensa IGE Geoup (International Gaming Entertainment).
A polêmica do jogo de ser cancelado para a plataforma PC era um rumor, e o jogo foi também lançado para PC em 19 de Março via Download Digital (Steam) e mídia física.

### Expansão (DLC)
A Expansão Exclusiva (exclusive DLC) foi um Trailer anunciado no canal do Machinima pelo YouTube, e o nome da DLC exclusiva será "Walker Herd (Andando pelo Rebanho)" foi lançado no dia 22 de março de 2013 para as plataformas PlayStation 3, Xbox 360 e Wii U. Publicado pela Activision.
A DLC foi lançada para o PC também no dia 16 de Abril de 2013 pelo Steam.
"Neste pacote exclusiva DLC, você terá acesso ao Modo de Rebanho totalmente novo onde você precisa lutar pela sobrevivência contra ondas intermináveis de caminhantes."